# Max von Schillings

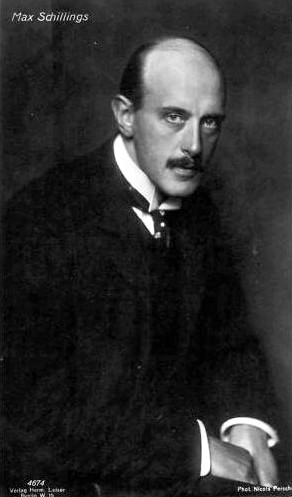
Max von Schillings auf einer Fotografie von Nicola Perscheid

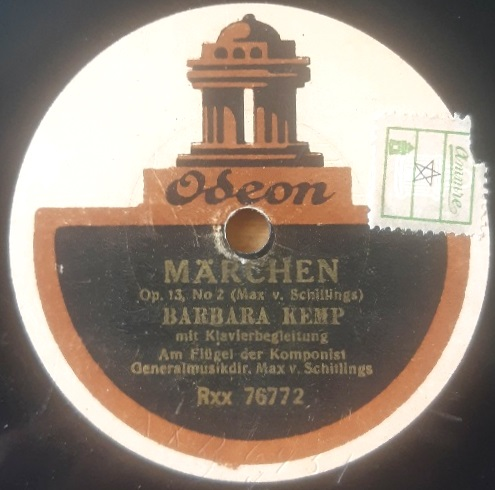
Schallplatte mit Lied von Max von Schillings, gesungen von seiner späteren Frau und von ihm am Flügel begleitet (Berlin 1919).

Max Emil Julius von Schillings (* 19. April 1868 in Düren im Rheinland; † 24. Juli 1933 in Berlin) war ein deutscher Komponist, Dirigent und Theaterintendant.

## Leben
Schillings war ein Enkel des königlichen Oberförsters Timotheus Josef Schillings, der in Düren-Gürzenich Anfang des 19. Jahrhunderts den Schillingspark anlegte.
Er erhielt in Bonn seine schulische Ausbildung und den ersten Musikunterricht. Seine Lehrer waren Caspar Joseph Brambach und Otto von Königslöw. In München studierte er 1889/90 zuerst Jura, dann Philosophie.
Am 1. Oktober 1892 heiratete Schillings in Römlinghoven seine Cousine Caroline Josefa Peill. 1923 wurde die Ehe geschieden. In Berlin-Charlottenburg heiratete er am 11. Juni 1923 die Opernsängerin Barbara Kemp (1881–1959).
Nachdem er 1892 bei den Bayreuther Festspielen assistiert hatte, war er als Dirigent und Musikpädagoge in München tätig. Das Königlich Bayerische Staatsministerium des Innern ernannte ihn am 16. Februar 1903 zum Professor. Zu seinen Schülern zählten Paul von Klenau, Wilhelm Furtwängler und Robert Heger. Frederick Delius widmete ihm seine Komposition Sea Drift (1903/04, Text: Walt Whitman).
In den Jahren 1908 bis 1918 bekleidete Schillings das Amt des Generalmusikdirektors am Königlichen Hoftheater Stuttgart.
1910 geriet Schillings privat in die Schlagzeilen: er veranlasste die Einweisung seiner Schwiegermutter und Tante Wilhelmine Peill-Schillings (~1830–1913) in die geschlossene Abteilung der Ehrenwall’schen Privatirrenanstalt in Ahrweiler. Schillings wollte die alte Dame entmündigen lassen, weil sie den Barmer Kaufmann und Mäzen Conrad Albert Ursprung (1856–1932) zu ihrem Vermögensverwalter bestellt hatte. Der Jurist Paul Elmer, der sich damals für eine Reform des deutschen Irrenrechts einsetzte, diskutierte den Fall in einer Aufklärungsschrift mit dem Titel Geld und Irrenhaus (1914).
Von 1919 bis 1925 wirkte Schillings als Nachfolger seines langjährigen Freundes Richard Strauss als Generalintendant an der Preußischen Staatsoper zu Berlin. 1924 bis 1932 war er außerdem musikalischer Leiter der Städtischen Waldoper Ostseebad Zoppot. Ab 1925 unternahm er als Gastdirigent Konzertreisen durch Europa und in die USA.
Max von Schillings war Gegner der Weimarer Republik und erklärter Antisemit. Als Nachfolger Max Liebermanns wurde er 1932 „in einem Akt vorwegnehmender Anpassung“ (laut Akademie der Künste 1996) von den Mitgliedern zum Präsidenten der Preußischen Akademie der Künste zu Berlin gewählt und amtierte dort bis zu seinem Tode im Juli 1933.
Nach der Machtergreifung des NS-Regimes trat er am 1. April 1933 der NSDAP bei (Mitgliedsnummer 1.774.590).  Am 10. April 1933 denunzierte er als Privatmann in einer Eingabe an den Justizminister von Preußen, Hanns Kerrl, den Anwalt am Kammergericht Alfred Baum als Juden, um dessen Entlassung zu erreichen. Während seiner Amtszeit als Präsident der Preußischen Akademie der Künste begannen die erzwungenen Austritte und Ausschließungen bedeutender jüdischer und unangepasster Künstler (Käthe Kollwitz, Heinrich Mann, Ricarda Huch, Alfred Döblin, Thomas Mann, Max Liebermann, Alfons Paquet, Franz Werfel, Jakob Wassermann). Max von Schillings betrieb auch die Entlassung zweier bedeutender Kompositionslehrer: er drängte Arnold Schönberg zum Rücktritt von seinem – eigentlich auf Lebenszeit geltenden – Vertrag und er versetzte Franz Schreker zwangsweise in den Ruhestand. Für den Schauspieler Albert Bassermann legte er erfolglos Fürsprache ein. Adolf Hitler beriet sich am 13. Juni 1933 mit ihm sowie den Architekten Paul Schultze-Naumburg und German Bestelmeyer über den Verbleib solcher Kunstwerke, die in den Augen des NS-Regimes als „entartet“ galten und nicht vernichtet, sondern als „Denkmäler einer deutschen Verfallszeit in besonderen Räumen“ untergebracht werden sollten.
Vom März 1933 bis zu seinem Tode war Schillings zusätzlich Intendant der Städtischen Oper Berlin. Er starb nach einer Darmkrebs-Operation an einer Lungenembolie. Seine Urne wurde auf dem Hauptfriedhof in Frankfurt am Main (Gruft 48 - Brentano/Schillings) beigesetzt.
Max von Schillings war der jüngere Bruder des Fotografen Carl Georg Schillings. Ihre Eltern waren Carl Xaverius Hubertus Schillings und Johanna Antonia Brentano (1839–1885).

## Werk
Schillings komponierte Bühnen- und Vokalwerke sowie Orchester- und Kammermusik. Seine Werke, die in der Tradition Richard Wagners stehen, sind heute weitgehend vergessen. Gelegentlich wird sein Melodram Das Hexenlied (1902/03, nach der gleichnamigen Ballade von Ernst von Wildenbruch), aufgeführt. Mit diesem Paradestück für charismatische Rezitatoren wie Ernst von Possart und Ludwig Wüllner trug Schillings, mehr noch als Humperdinck und Richard Strauss, zu einer Renaissance des Melodrams bei. Später wurde das Hexenlied u. a. von Martha Mödl und Wolfgang Büttner interpretiert. Das Hexenlied wurde 1910 verfilmt. 1907 nahm Schillings das Hexenlied und das Vorspiel zum III. Akt seiner Oper „Der Pfeifertag“ auf Rollen für das Reproduktionsklavier Welte-Mignon auf.
Schillings’ Opern konnten bislang nicht wieder ins Repertoire der Musiktheater integriert werden. Lediglich Mona Lisa (Libretto von Beatrice Dovsky, Uraufführung 1915 in Stuttgart), seinerzeit eines der meistgespielten Stücke in Deutschland, findet sich mittlerweile wieder gelegentlich auf den Spielplänen, so etwa an der Oper Kiel (hier auch CD-Produktion durch das Label cpo) oder am Staatstheater Braunschweig.

## Ehrungen
- 1911: Ehrendoktorwürde der Universität Heidelberg (Philosophische Fakultät)
- 1912: Verleihung des Adelstitels durch König Wilhelm II. von Württemberg.
- 1912: Ehrenkreuz der Württembergischen Krone
- 1932: Goethe-Medaille für Kunst und Wissenschaft
- In Düren-Gürzenich wurde eine Straße (die Schillingsstraße) nach Max von Schillings und seinem Bruder Carl Georg benannt

## Kompositionen (Auswahl)

### Bühnenwerke

#### Opern
- Ingwelde (op. 3). Oper in 3 Akten. Libretto: Ferdinand Graf von Sporck (1848–1928). UA 13. November 1894 Karlsruhe (Hoftheater)
- Der Pfeifertag (op. 10). Heitere Oper in 3 Aufzügen. Libretto: Ferdinand Graf von Sporck. UA 26. Februar 1899 Schwerin (Hoftheater)
- Moloch (op. 20). Musikalische Tragödie in 3 Akten. Libretto: Emil Gerhäuser (nach Friedrich Hebbel). UA 8. Dezember 1906 Dresden (Hofoper)
- Mona Lisa (op. 31; 1913/15). Oper in 2 Akten. Libretto: Beatrice von Dovsky. UA 26. September 1915 Stuttgart (Hofoper)

#### Bühnenmusik
- Symphonischer Prolog zu Sophokles’ „König Oedipus“ (op. 11) für Orchester. UA 14. April 1900 Berlin
- Musik zu Aeschylus’ „Orestie“ (op. 12) für Sprecher, Chor und Orchester. Textfassung: H. Oberländer (nach der Übersetzung von Ulrich von Wilamowitz-Moellendorff). UA 1900 Berlin

### Vokalkompositionen

#### Für Singstimme(n)
- Dem Verklärten (op. 21; 1905). Eine hymnische Rhapsodie für gemischten Chor, Bariton und großes Orchester
- Glockenlieder (op. 22)

#### Melodramen
- Zwei Melodramen (op. 9; 1900) für Sprecher und Klavier (Ernst von Possart gewidmet). Texte: Friedrich Schiller

1. Kassandra – 2. Das Eleusische Fest
- Das Hexenlied (op. 15; 1902/03) für Sprecher und Orchester (oder Klavier). Text: Ernst von Wildenbruch
- Jung-Olaf (op. 28; 1914). Ballade für Sprecher und Orchester (oder Klavier). Text: Ernst von Wildenbruch

### Orchesterwerke
- Meergruß und Seemorgen (op. 6; 1895). Zwei symphonische Fantasien. UA 7. Februar 1896 München (Dirigent: Richard Strauss)
- Ein Zwiegespräch (op. 8; 1897) für Violine, Violoncello und Kammerorchester
- Violinkonzert a-moll (op. 25; 1910) UA 20. Januar 1910 in Berlin durch Felix Berber, dem das Werk gewidmet war
- Tanz der Blumen (WoO; 1930) für Kammerorchester

### Kammermusik
- Streichquartett e-moll (1887/1906)
- Streichquintett Es-Dur (op. 32; 1917)
- Vier Klavierstücke (op. 36; 1932)

## Dokumente
- Briefe von Max von Schillings befinden sich im Bestand des Leipziger Musikverlages C.F.Peters im Staatsarchiv Leipzig.
- Ein Teilnachlass befindet sich in der Bayerischen Staatsbibliothek